# Rainbow Bridge
Rainbow Bridge (レインボーブリッジ, Reinbō buriiji) é uma ponte pênsil que atravessa o norte da Baía de Tóquio, no Japão, cruzando o cais Shibaura, na Baía de Tóquio até Odaiba, Minato-ku - um grande centro comercial, com escritórios, lojas e restaurantes. Em 1993, após cerca de 6 anos, a ponte de 718 metros de comprimento e 570 metros de largura foi concluída.   

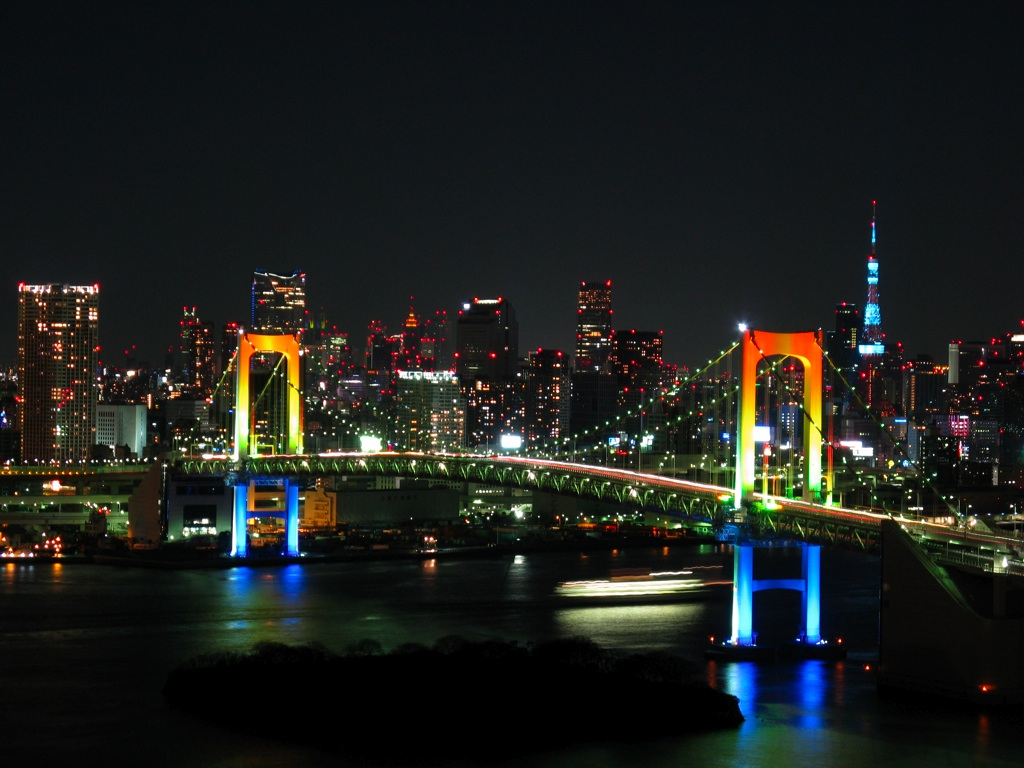
Ponte à noite.

A ponte possuí passarelas separadas nas faces norte e sul. O lado norte oferece vistas do Porto e da Torre de Tóquio, enquanto o sul oferece vistas da Baía de Tóquio e do Monte Fuji. As torres de apoio da ponte são brancas, projetadas para harmonizarem com o céu do centro de Tóquio. Há lâmpadas sobre os fios de apoio da ponte, que são iluminados em vermelho, branco e verde todas as noites utilizando-seenergia solar obtida durante o dia.Bicicletas não são permitidas no convés ou na passarela da ponte.
A ponte possui 570 metros (1.870 pés), e comporta três linhas de transporte, em dois pavimentos:
- Andar superior: Shuto Expressway No. 11 Odaiba Rota
- Andar inferior: Rota 357 (também conhecida como "Rinko Doro